# Phanetta
Phanetta Keyserling, 1886 è un genere di ragni appartenente alla famiglia Linyphiidae.

## Distribuzione
L'unica specie oggi attribuita a questo genere è stata reperita negli Stati Uniti.

## Tassonomia
Questo genere non è un sinonime anteriore di Tachygyna Chamberlin & Ivie, 1939, secondo uno studio dell'aracnologo Millidge del 1984 e contra un lavoro anteriore dell'aracnologo Brignoli del 1979.
A giugno 2012, si compone di una specie:
- Phanetta subterranea Emerton, 1875[3] — Stati Uniti

### Specie trasferite
- Phanetta antricola (Millidge, 1984); trasferita al genere Toltecaria Miller, 2007[1].